# Ziua Qods
Ziua Qods (în arabă: Yaum al-Quds, lit. „Ziua Ierusalimului”), cunoscută oficial drept Ziua Internațională Quds (în persană: روز جهانی قدس, Ruz-e Jahâni-ye Qods), este un eveniment anual de susținere a cauzei palestiniene, desfășurat în ultima zi de vineri a lunii sfinte islamice Ramadan. Această zi este menită să exprime solidaritatea cu poporul palestinian și opoziția față de Israel și sionism. Numele său derivă din denumirea arabă a Ierusalimului: al-Quds.
Evenimentul a fost organizat pentru prima dată în Iran în anul 1979, la scurt timp după Revoluția Iraniană. Ziua Qods a fost instituită în parte ca o reacție la Ziua Ierusalimului, celebrată în Israel începând cu mai 1968 și proclamată sărbătoare națională de către Knesset în 1998. Ideea unei zile anuale de protest antisionist a fost propusă de Ebrahim Yazdi, primul ministru de externe al Republicii Islamice Iran, liderului revoluției iraniene, Ruhollah Khomeini. În acea perioadă, contextul era influențat în mod special de escaladarea tensiunilor dintre Israel și Liban.
Khomeini a adoptat ideea lui Yazdi și, la 7 august 1979, a proclamat ultima zi de vineri din fiecare Ramadan ca fiind „Ziua Qods”, zi în care musulmanii din întreaga lume ar trebui să se unească în solidaritate împotriva Israelului și în sprijinul palestinienilor. Khomeini a afirmat că „eliberarea” Ierusalimului este o datorie religioasă pentru toți musulmanii, fiind esențială pentru „victoria finală a musulmanilor împotriva necredincioșilor”. Clerici de rang înalt, precum ayatollahul Naser Makarem Shirazi, au descris participarea la Ziua Qods drept o formă de ebādat (adorare religioasă), menită să unească musulmanii din întreaga lume. În prezent, manifestații de Ziua Qods au loc în diverse țări musulmane, dar și în comunități non-musulmane din întreaga lume, ca protest împotriva ocupației israeliene a Ierusalimului de Est.
Criticii Zilei Qods au susținut că aceasta promovează mesaje antisemite, antiamericane și antioccidentale. În Iran, ziua este marcată prin discursuri publice (unele dintre ele incluzând negarea Holocaustului) și prin mitinguri la care sunt frecvent scandate lozinci precum „Moarte Israelului” și „Moarte Americii”, iar mulțimile ard sau calcă în picioare steagurile Israelului și Americii.

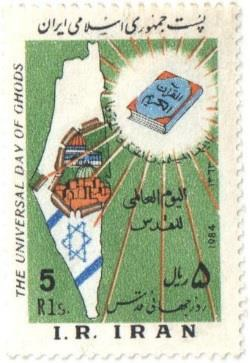
Timbru iranian dedicat Zilei Qods, 1984.

Marșuri și mitinguri dedicate Zilei Qods sunt organizate nu doar în Iran, ci și în alte părți ale lumii arabe și islamice, precum și în Europa (inclusiv în România) și în America de Nord și în America de Sud. Ziua Quds este comemorată și de unele cercuri de stânga și socialiste din Occident. Printre susținătorii zilei Qods se află și mișcarea Black Lives Matter.

## Galerie

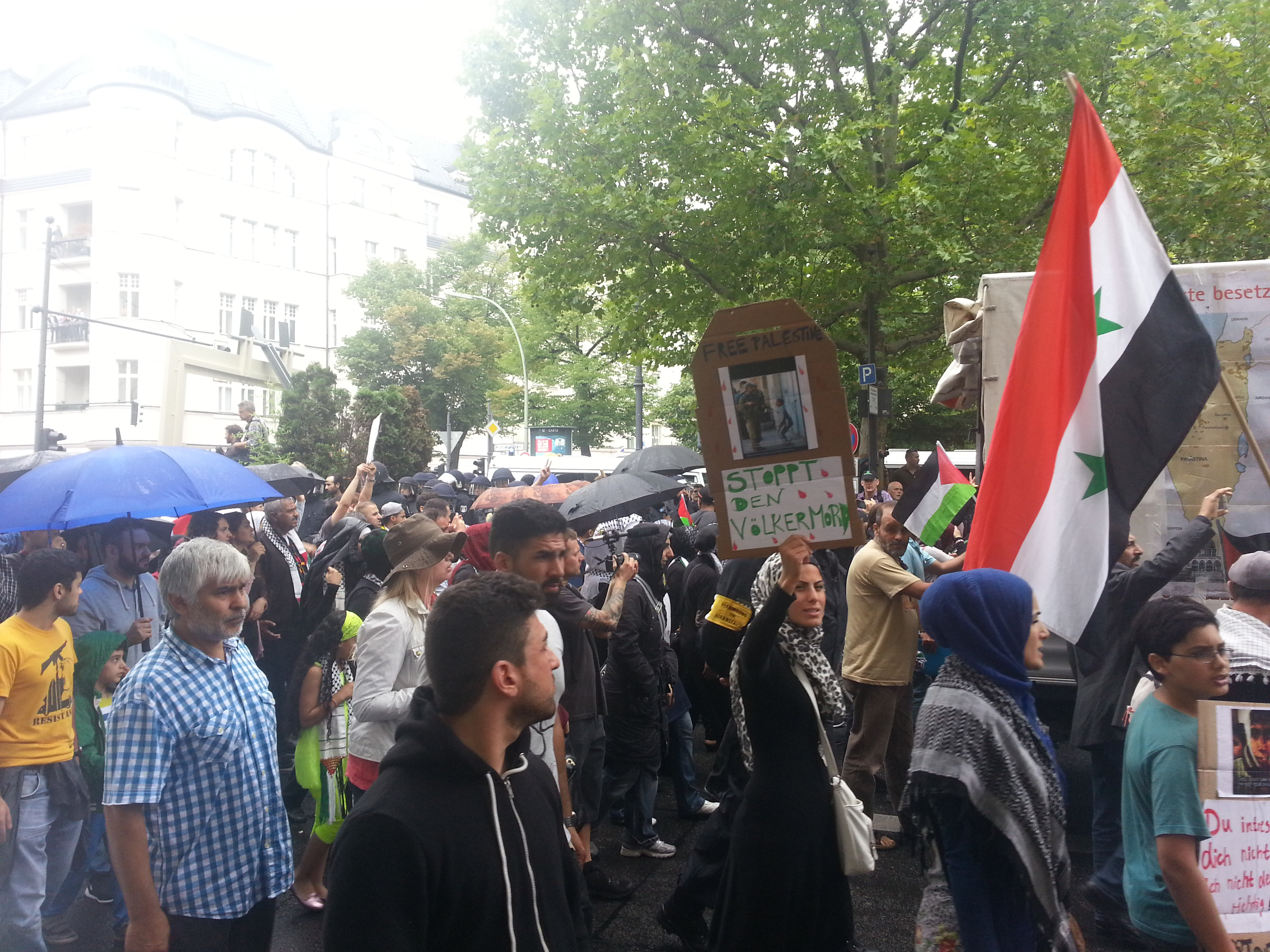
Ziua Qods în Berlin, 2014.
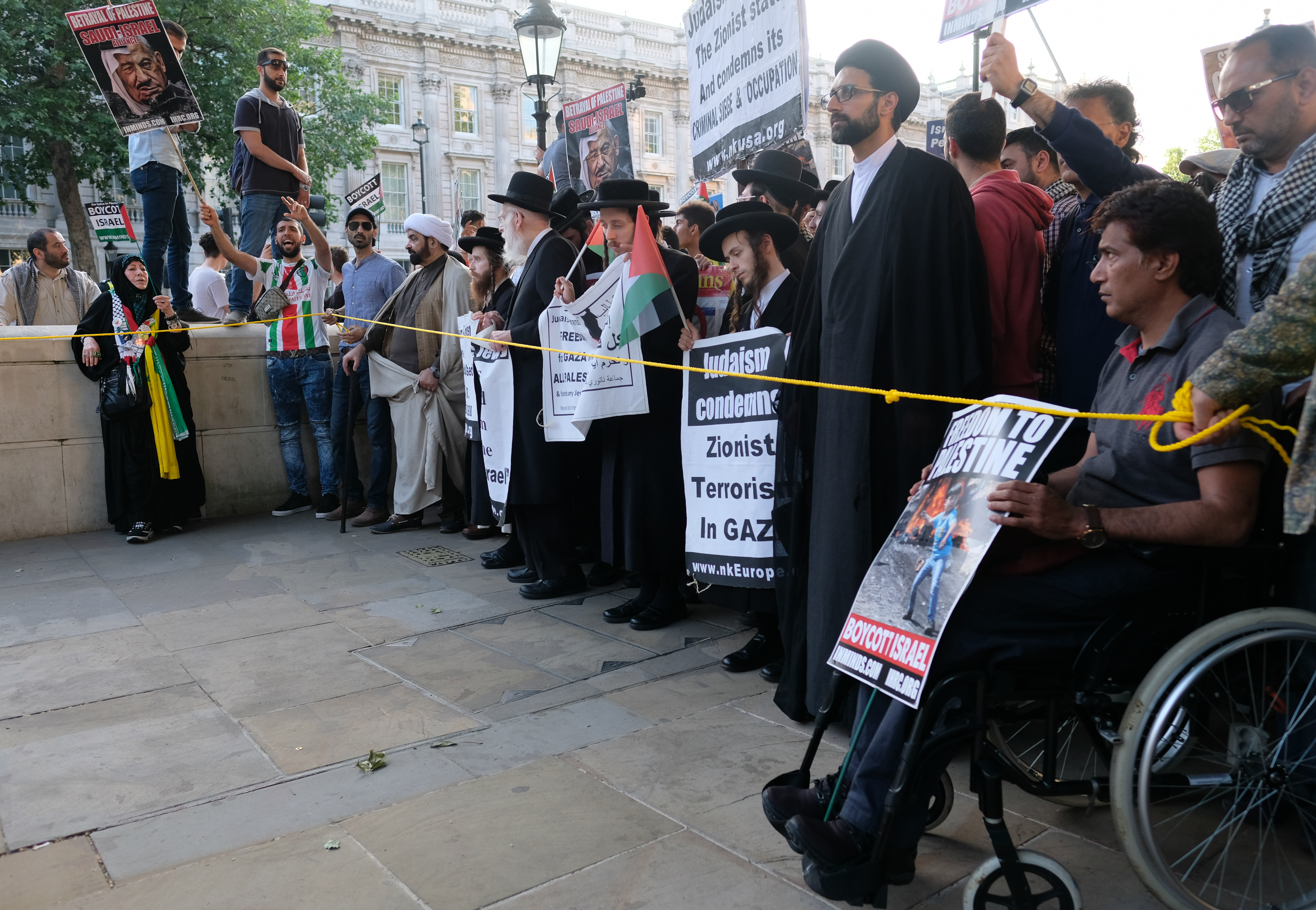
Ziua Qods în Londra, 2018.
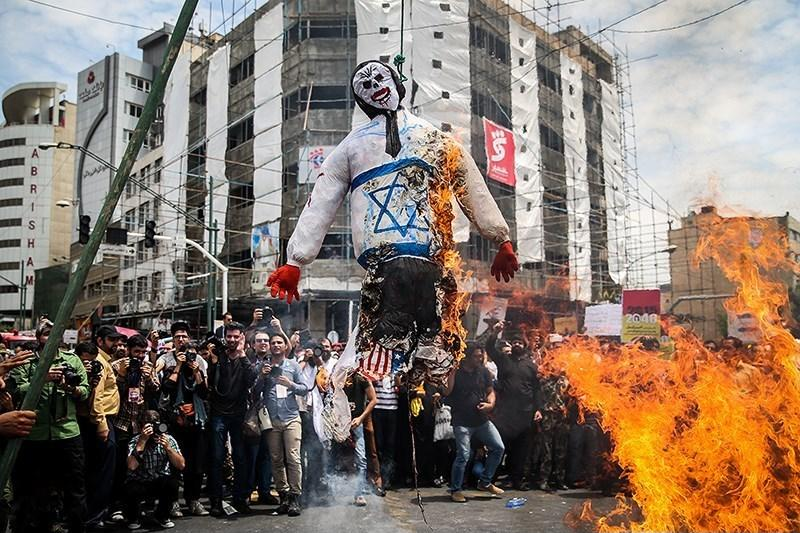
Ziua Qods în Teheran, 2016.
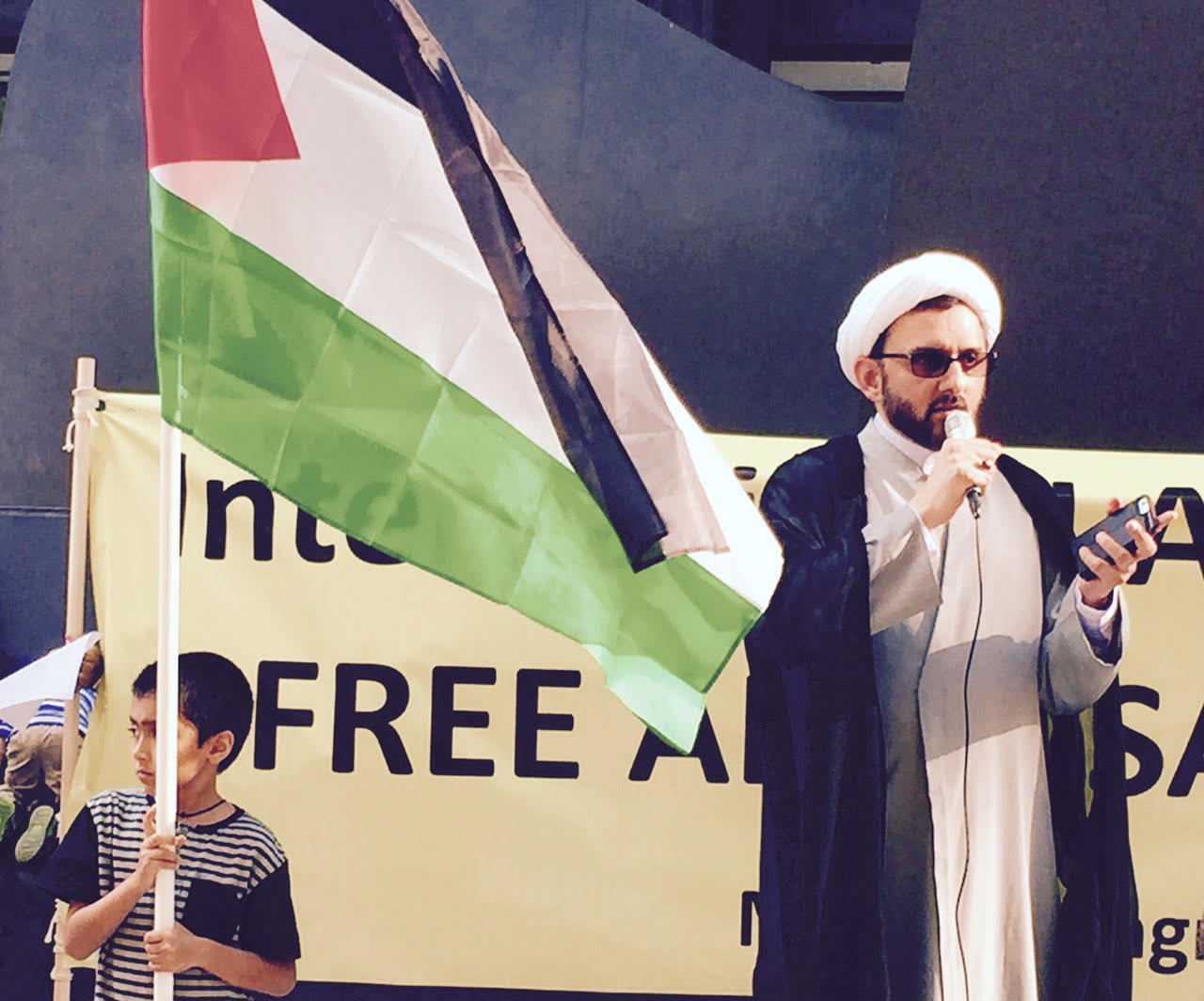
Ziua Qods în Chicago, 2015.
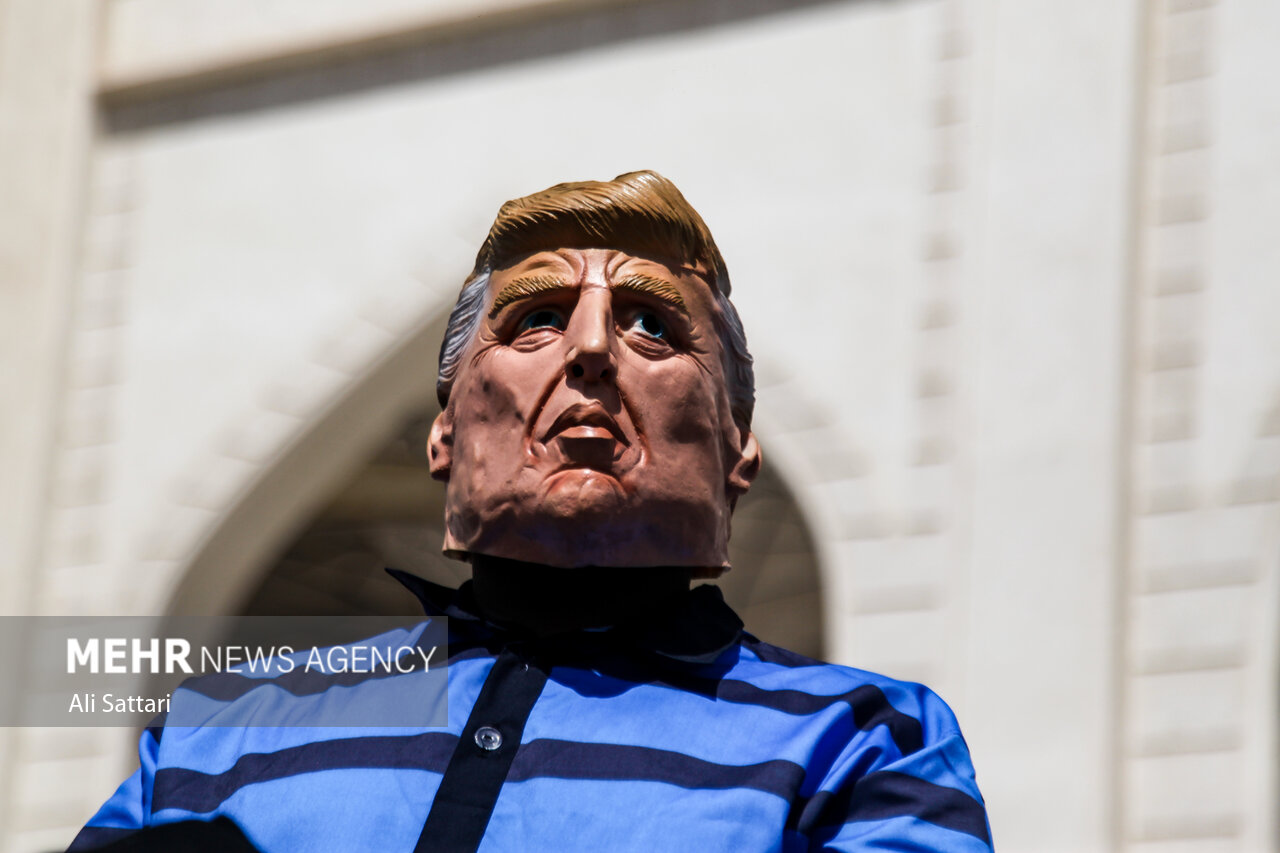
Caricatură cu Donald Trump la Ziua Qods din Teheran, 2025.